# Isotes brasiliensis
Isotes brasiliensis es una especie de insecto coleóptero de la familia Chrysomelidae.
Fue descrita científicamente en 1888 por Martin Jacoby.